# Donald D. Hoffman
Donald David Hoffman (ur. 29 grudnia 1955 w San Antonio w stanie Texas) – amerykański profesor psychologii poznawczej z Uniwersytetu Kalifornijskiego w Irvine (Kalifornia). Jest autorem popularnych książek naukowych, w tym bestsellerów „The Case Against Reality: How Evolution Hid The Truth From Our Eyes” i „Visual Intelligence: How We Create What We See". 
Hoffman m.in. bada świadomość, percepcję wzrokową i psychologię ewolucyjną za pomocą weryfikowalnych modeli matematycznych i eksperymentów poznawczych. Hoffman zauważa, że powszechnie uznany pogląd, o aktywności mózgu tworzącego świadome doświadczanie, jak dotąd okazał się niewyjaśniony naukowo. Proponuje rozwiązanie,  że to sama świadomość powoduje doświadczanie rzeczywistości. W tym celu Hoffman opracował i połączył dwie teorie – teorię percepcji „multimodalnego interfejsu użytkownika” (MUI) i „realizm świadomościowy”.

## MUI i realizm świadomościowy
Hoffman posługując się weryfikowalnymi matematycznymi modelami, postuluje, że istoty nie ewoluowały, aby postrzegać rzeczywistość taką jaką ona jest, ale by postrzegać tak, by maksymalizować swoją skuteczność w przetrwaniu i rozmnażaniu. Hoffman opisuje takie doświadczanie jako „multimodalny interfejs użytkownika” (MUI), posługując się metaforą pulpitu komputerowego i jego ikon. Ikony pulpitu zapewniają funkcjonalny interfejs, dzięki czemu użytkownik nie musi już zajmować się całym działaniem komputera, jego elektronicznych podzespołów i przyłączy z całym internetem. Teoria MUI wykazuje, że interfejs 2D jest najlepszym tu narzędziem. Kieruje się zasadami korekcji błędów oraz kompresji danych, zasadą holograficzną, tworzeniem widoku 3D z 2D, np. budowaniem perspektywy z płaskiej powierzchni. Operuje tylko bieżącym ruchomym punktem uwagi kosztem kompresji danych mniej istotnej reszty, oraz uproszczeniami, np. używając symetrii dla przewidywania wyglądu. Dzięki takiemu interfejsowi zużywa się najmniej energii przy uzyskiwaniu najwięcej profitów.
Realizm świadomościowy opisuje, że to świadomość każdej jednostki doświadcza siebie jako użytkownika a rzeczywistość wokół jako swój model MUI. Takich jednostek świadomościowych jest niezliczona ilość, i każdy doświadcza tylko innych jednostek, poprzez ten własny indywidualny model, w interakcjach z nimi niezliczonymi, jako swoją rzeczywistość. Jest to jednak uproszczone doświadczenie tylko modelu dla innych jednostek świadomościowych, niczym jednostkowych portali z nimi, a nie samych jednostek świadomościowych jako nieuwarunkowanych. Najbardziej zrozumiałe i ważne takie portale, np. dla ludzi, dotyczą innych ludzi a najmniej dla nich dotyczą owadów, roślin, aż po nawet na końcu martwych przedmiotów. Jak w analogii ikon pulpitu składających się z pikseli, od najbardziej użytecznych ikon do najmniej, bądź zbędnych, pomimo że same piksele są ciągle takie same, czy obrazując ikony tzw. istot żywych, typu ludzie i zwierzęta, czy rzeczy martwych, typu kamienie. Nie ma na takim interfejsie 2D (analogii modelu MUI) więc materii, istot, a nawet całej czasoprzestrzeni. Hoffman powołuje się przy tym, że fizycy tacy jak Nima Arkani-Hamed stwierdzają: niemalże wszyscy z nas (naukowców) jesteśmy zgodni, czasoprzestrzeń jest już obalona naukowo (ang. doomed), trzeba odkryć coś bardziej fundamentalnego. Poparciem są również eksperymenty poznawcze nad zachowaniem ludzi i zwierząt, stosownie do swoich jednostkowych możliwości, ich adapcyjnego modelu MUI. Hoffman przy tym używa komputerowych systemów wizyjnych z detekcją wzroku (takich jak pokazany na filmie poniżej).

## Implikacje
Połączenie obu teorii miało by wspomóc rozumienie fizyki kwantowej, być dla niej punktem wyjścia i przyczynić się do utworzenia tzw. teorii wszystkiego. Równania matematyczne interakcji jednostek MUI są zgodne z równaniami fizyki kwantowej. Ponadto  rozwiązałoby to tzw. dylemat psychofizyczny, inaczej problem stosunku umysłu do ciała, świadomości do materii (ang. body-mind problem). Świadomość jest fundamentem doświadczania jej modelu MUI przedstawiającego materię, czasoprzestrzeń itd. Hoffman wysuwa przypuszczenie, że takie MUI z perspektywy mechaniki kwantowej (np. zasady holograficznej) może być doświadczeniem niczym matrycy, której składowe piksele są o wymiarach długości Plancka. Informacja (obiektywna rzeczywistość) byłaby wtedy całkowicie 2D (strukturą płaską) ograniczoną tylko liczbą pikseli. Nic mniejszego niż te piksele nie jest możliwe do obserwacji. Łączy to się również z badaniami kogniwistycznymi, gdzie się wykazuje interfejs 2D (modelu MUI) jako najskuteczniejszy, tj. kierując się nim zużywało się najmniej energii przy uzyskiwaniu najwięcej profitów. Fei-Fei Li, najbardziej znana kobieca postać w rozwoju sztucznej inteligencji, podkreśla w badaniach nad rozwojem robotyki wagę zdolności ludzi do niemal natychmiastowej oceny relacji przestrzennych w trójwymiarowej scenie, gdy ich powierzchnia siatkówki wzroku otrzymuje informacje 2D. Hoffman opisuje ten proces przetwarzania informacji z siatkówki wzroku w książce „Visual Intelligence".
Teoria MUI opisuje, że obiekty, nie postrzegane są publicznie i wspólnie przez wszystkich, ale jako tylko ikony własnego indywidualnie odrębnego MUI. Tak jak na pulpicie, gdy gra się w grę komputerową z kilkoma użytkownikami innych kopii tej samej gry, np. gry w piłkę nożną, to kopiąc piłkę do współużytkowników, oni nie dostaną jej, ale jedynie obserwują swoje pulpity komputerowe. Przykładowo, „łyżka jest moją ikoną opisującą potencjalny profit do zdobycia. Gdy otwieram oczy to konstruuje łyżkę, ona teraz istnieje, by móc użyć jej, aby otrzymać profity. Gdy zamykam oczy, łyżka na moment przestaje istnieć, ponieważ przestaje ją konstruować. Coś tam istnieje, w czasie kiedy nie patrzę, lecz cokolwiek to jest, to nie jest łyżka, ani nie obiekt w czasoprzestrzeni”. Aktywność mózgu nie tworzy świadomego doświadczania, gdyż to co jest mózgiem to tak samo tylko własna projekcja indywidualnie odrębnego MUI.
Co więcej, matematycznie jest potwierdzone, że im większa jest skuteczność użytkownika poprzez własny model MUI, tym prawdopodobieństwo, że model ten obiektywnie opisuje rzeczywistość, spada do zera. Obliczenia uwzględniają narzędzia m.in. teorii gier ewolucyjnych (ang. Evolutionary Game Theory EGT), teorii FTB (ang. Fitness Beats Truth Theorem, tłum. zdatność przebija prawdę) i wnioskowania bayesowskiego (ang. Bayesian Decision Theory) oraz dane z komputerowych systemów wizyjnych. 
Ewolucyjnie nastawionym się jest więc na skuteczność, tj. przeżycie i rozmnażanie jako użytkownik modelu MUI, a nie na postrzeganie rzeczywistości takiej jaka jest, poprzez ten model. Własny ukształtowany MUI jest wtedy adaptacyjny, tak jak w analogii interfejsu na którym nie kasuje się ikony plików swojej kilkuletniej pracy, czego konsekwencją byłaby znacznie mniejsza zdatność (ang. fitness) z innymi poprzez ten interfejs. Nie neguje to więc przyczynowości, konsekwencji własnych czynów w interakcji z innymi. Tak jak w przytoczonej wcześniej analogii MUI do gry komputerowej, dana jednostka świadomościowa jest nieuwarunkowana, ale jako użytkownik gry może się z gry komputerowej wylogować, że inni użytkownicy (w tej grze) nie będą jego już nigdy postrzegać. Może on też potem zalogować się do całkiem innej gry, tj. innego MUI. Mogłoby to nawiązywać do buddyjskiego opisu procesu umierania do nieuwarunkowanej natury umysłu poza sansarą oraz do opisu stanu pośmiertnego bardo, gdzie od nieuwarunkowanej natury umysłu i nieograniczonych możliwości, stopniowo buduje się model indywidualnej egzystencji, by po stanie bardo model ten się sfinalizował i nastąpiło uwarunkowane odrodzenie (reinkarnacja).